# Bosnian Rainbows (album)
Bosnian Rainbows je první studiové album americké rockové skupiny Bosnian Rainbows. Vydáno bylo dne 28. června 2013. Nahrávání alba probíhalo ve studiu Clouds Hill Studios v Hamburku, o produkci se staral Johann Scheerer a celá deska byla nahrána na analogové přístroje bez použití počítačů. Autorem obalu alba byl výtvarník a hudebník Sonny Kay.

## Seznam skladeb
Autory veškeré hudby jsou členové skupiny Bosnian Rainbows, texty napsala Teresa Suárez.
| Pořadí | Název                       | Délka |
| ------ | --------------------------- | ----- |
| 1.     | Eli                         | 5:23  |
| 2.     | Worthless                   | 3:28  |
| 3.     | Dig Right in Me             | 3:13  |
| 4.     | The Eye Fell in Love        | 4:17  |
| 5.     | I Cry for You               | 4:03  |
| 6.     | Morning Sickness            | 4:00  |
| 7.     | Torn Maps                   | 4:03  |
| 8.     | Turtle Neck                 | 6:23  |
| 9.     | Always on the Run           | 2:19  |
| 10.    | Red                         | 4:32  |
| 11.    | Mother, Father, Set Us Free | 6:53  |

## Obsazení
- Omar Rodríguez-López – kytara, klávesy, doprovodné vokály
- Teri Gender Bender – zpěv
- Deantoni Parks – bicí, klávesy, samply
- Nicci Kasper – klávesy, syntezátory